# Parkering Odense Syd Station
Parkering Odense Syd Station er en letbanestation på Odense Letbane, beliggende i et park and ride-anlæg syd for det ny Odense Universitetshospital. Stationen åbnede sammen med letbanen 28. maj 2022.
Stationen ligger midt i park and ride-anlægget, halvvejs mellem krydsene med Munkebjergvej og Søndre Hospitalsvej. De to veje har forbindelse med Fynske Motorvej og indfaldsvejen Svendborgvej. Bilister kan parkere bilen på park and ride-anlægget, der har 800 parkeringspladser og plads til fjernbusser. Herfra kan de så fortsætte med letbanen til hospitalet, Syddansk Universitet og videre ind mod byen. Derudover ligger Coop Odense Distributionscenter lidt for vest for stationen. Selve stationen består af to spor med hver sin sideliggende perron.
I området syd for park and ride-anlægget ligger Odense Letbanes kontrol- og vedligeholdelsescenter. Her er der administration, værksted og overvågning af driften samt opstillingsspor til de letbanetog, der ikke er i drift.
Parkering Odense Syd
| Foregående station            |  | Odense Letbane                       |  | Efterfølgende station   |
| ----------------------------- |  | ------------------------------------ |  | ----------------------- |
| Hospital Syd mod Tarup Center |  | Tarup Center - Hjallese fra maj 2022 |  | Hestehaven mod Hjallese |